# Mainstream Science on Intelligence
Mainstream Science on Intelligence var ett offentligt uttalande undertecknat av en grupp forskare på flera fält som sysslade med intelligensforskning som påstod sig representera allmänt accepterade synpunkter inom området. Det trycktes ursprungligen i Wall Street Journal 13 december 1994 som ett svar på vad författarna uppfattade som missledande och oriktiga påståenden i massmedia rörande vetenskaplig konsensus angående intelligensforskning i efterdyningarna av debatten kring boken The Bell Curve av Richard Herrnstein och Charles Murray tidigare det året. Uttalandet skrevs av psykologen Linda Gottfredson och skickades till 131 forskare som Gottfredsen beskrev som "experter inom intelligens och relaterade områden". Av dessa undertecknade 52 uttalandet, 48 skickade tillbaka begäran med en tydlig vägran att underteckna, och 31 ignorerade begäran. Uttalandet skrevs under av Gottfredson och 51 forskare, många av dem själv citerade i boken The Bell Curve, inklusive ungefär en tredjedel av redaktionsrådet för tidskriften Intelligence.
Enligt ett svar från 1996 från den tidigare ordföranden för American Psychological Association, Donald Campbell, var endast tio av dem som undertecknade faktiska experter inom intelligensmätning. Southern Poverty Law Center rapporterade att 20 av undertecknarna var mottagare av finansiering från vit makt-gruppering Pioneer Fund, inklusive Gottfredson själv. Under följande år har både innehållet och tolkningen av detta brev fått kritik från forskare.

## Kritiken mot uttalandet
Uttalandet fick dock kritik för att presentera förlegade teorier bland annat om mänskliga raser, för att inte vara representativt för det aktuella kunskaps- och forskningsläget, att slutsatserna inte var allmänt accepterade och att flera av de inbjudna undertecknarna hade starkt vinklade åsikter, bland annat med en överdriven syn på intelligens som en fast, medfödd förmåga och underskattande av livsmiljöns inverkan på testresultat.

## Sammanfattning av artikeln
Artikeln i Wall Street Journal innehöll 25 ställningstaganden:
1. "Intelligens är en mycket generell mental förmåga  ... den reflekterar en bredare och djupare förmåga att förstå vår omgivning ..."
2. "Intelligens, definierad på detta sätt, kan mätas och intelligenstester mäter den väl. De är bland de mest rättvisande (i tekniska termer, pålitliga och valida) av alla psykologiska tester och bedömningar."
3. "Även om det finns olika typer av intelligenstest så mäter de alla samma intelligens."
4. "Spridningen av människor på ett IQ-kontinuum ... kan väl representeras av ... ‘normalfördelningskurvan'."
5. "Intelligenstester är inte kulturellt snedvridna"
6. "De processer i hjärnan som intelligensen har vi fortfarande en dålig förståelse av"
7. "Medlemmar av alla rasliga/etniska grupper finns på alla IQ-nivåer"
8. "Klockkurvan för vita är centrerad grovt sett kring IQ 100; klockkurvan för amerikanska svarta grovt sett kring 85; och de för olika subgrupper av Hispanics grovt sett halvvägs mellan vita och svarta. Bevisen är inte lika tydliga för exakt var över IQ 100 klockkurvan för judar och asiater är centrerad"
9. "IQ är starkt kopplat, förmodligen mer så än någon annan mänsklig egenskap, till många viktiga utbildningsmässiga, yrkesmässiga, ekonomiska och sociala utfall ... Oavsett vad IQ-tester mäter så är det av stor praktisk och social vikt"
10. "En hög IQ är en fördel därför att praktiskt taget alla aktiviteter kräver någon förmåga till resonerande och beslutsfattande"
11. "Den praktiska fördelen med att ha högre IQ ökar allteftersom livsmiljön blir mer komplex"
12. "Intelligensskillnader är verkligen inte den enda faktorn som påverkar förmågan till utbildning, träning och komplexa arbeten ... men intelligens är ofta den viktigaste"
13. "Vissa personlighetsdrag, speciella talanget, [etc] är viktiga ... i många arbeten, men de har en smalare (eller okänd) tillämpning eller överförbarhet mellan uppgifter och miljöer jämfört med generell intelligens"
14. "Ärftlighetsuppskattningar ligger mellan 0,4 och 0,8 ... vilket indikerar att genetik spelar en större roll än miljö när det gäller att skapa IQ-skillnader"
15. "Medlemmar av samma familj tenderar också att ha substantiella skillnader i intelligens"
16. "Att IQ kan vara i hög grad ärftligt betyder inte att den inte påverkas av miljö ... emellertid stabiliseras IQ gradvis under barndomen och ändras i regel lite efter detta"
17. "Även om miljöfaktorer är viktiga när det gäller att skapa IQ skillnader, så vet vi ännu inte hur vi ska påverka dem"
18. "Genetiskt orsakade skillnader är inte nödvändigtvis omöjliga att förändra"
19. "Det finns inga övertygande bevis för att klockkurvorna för olika rasliga/etniska grupper konvergerar"
20. "Rasliga-etniska skillnader i IQ-klockkurvor är i grunden desamma när ungdomar lämnar high school som när de börjar första klass ... svarta 17-åringar har ett utfall, i genomsnitt, mer som vita 13-åringar"
21. "Skälen till att svarta har skillnader mellan sig själva förefaller vara desamma som de till att vita ... har skillnader mellan sig själva"
22. "Det finns inget definitivt svar på varför klockkurvorna skiljer sig mellan rasliga/etniska grupper. Skälen för dessa IQ-skillnader mellan grupper kan vara distinkt skilda från skälen till att individer inom varje enskild grupp skiljer sig åt"
23. "Rasliga-etniska skillnader är något mindre men fortfarande påtagliga för individer från samma socioekonomiska bakgrund"
24. "Nästan alla amerikaner som beskriver sig själva som svarta har vita förfäder – den vita blandningen är ungefär 20% ... forskningen om intelligens vilar på självklassifikation till distinkta rasgrupper"
25. "Forskningsresultaten vare sig föreskriver eller utesluter någon särskild socialpolitik, eftersom de aldrig kan avgöra våra mål. De kan dock hjälpa oss att uppskatta den troliga framgången och sidoeffekterna av olika sätt att nå dessa mål."

## Undertecknare
| - Richard D. Arvey, University of Minnesota - Thomas J. Bouchard, Jr., University of Minnesota - John B. Carroll, University of North Carolina at Chapel Hill - Raymond B. Cattell, University of Hawaii - David B. Cohen, University of Texas at Austin - Rene V. Dawis, University of Minnesota - Douglas K. Detterman, Case Western Reserve University - Marvin Dunnette, University of Minnesota - Hans Eysenck, University of London - Jack M. Feldman, Georgia Institute of Technology - Edwin A. Fleishman, George Mason University - Grover C. Gilmore, Case Western Reserve University - Robert A. Gordon, Johns Hopkins University - Linda S. Gottfredson, University of Delaware - Robert L. Greene, Case Western Reserve University - Richard J. Haier, University of California, Irvine - Garrett Hardin, University of California, Santa Barbara - Robert Hogan, University of Tulsa | - Joseph M. Horn, University of Texas at Austin - Lloyd G. Humphreys, University of Illinois at Urbana-Champaign - John E. Hunter, Michigan State University - Seymour W. Itzkoff, Smith College - Douglas N. Jackson, University of Western Ontario - James J. Jenkins, University of South Florida - Arthur R. Jensen, University of California, Berkeley - Alan S. Kaufman, University of Alabama - Nadeen L. Kaufman, California School of Professional Psychology at San Diego - Timothy Z. Keith, Alfred University - Nadine Lambert, University of California, Berkeley - John C. Loehlin, University of Texas at Austin - David Lubinski, Iowa State University - David T. Lykken, University of Minnesota - Richard Lynn, University of Ulster - Paul E. Meehl, University of Minnesota - R. Travis Osborne, University of Georgia - Robert Perloff, University of Pittsburgh | - Robert Plomin, Institute of Psychiatry, London - Cecil R. Reynolds, Texas A&M University - David C. Rowe, University of Arizona - J. Philippe Rushton, psychologist, University of Western Ontario - Vincent Sarich, University of Auckland Nya Zeeland - Sandra Scarr, University of Virginia - Frank L. Schmidt, University of Iowa - Lyle F. Schoenfeldt, Texas A&M University - James C. Sharf, George Washington University - Herman Spitz, former director E.R. Johnstone Training and Research Center, Bordentown, N.J. - Julian C. Stanley, Johns Hopkins University - Del Thiessen, University of Texas at Austin - Lee A. Thompson, Case Western Reserve University - Robert M. Thorndike, Western Washington University - Philip Anthony Vernon, University of Western Ontario - Lee Willerman, University of Texas at Austin |

### Fotnoter
1. ↑  Gottfredson 1997, s. 17–20.
2. 1 2  ”Linda Gottfredson” (på engelska). Southern Poverty Law Center. https://www.splcenter.org/fighting-hate/extremist-files/individual/linda-gottfredson.
3. ↑  Editorial Board. Intelligence: A Multidisciplinary Journal
4. 1 2  Campbell 1996.
5. ↑  Graves & Johnson 1995, s. 279–280.
6. ↑  Laosa 1996.
7. ↑  Harrington 1997, s. 116–118.
8. ↑  Alderfer (2003)
9. ↑  Armour-Thomas (2003)
10. ↑  Henry D Schlinger (2003): The Myth of Intelligence Arkiverad 26 juli 2020 hämtat från the Wayback Machine. The Psychological Record. Läst 12 oktober 2018.
11. ↑  Luis M Laosa (1995): Intelligence Testing and Social Policy Princeton. Läst 12 oktober 2018.
12. ↑  Harrington 1997, s. 116–118.